# ナタリー・コーグリン
ナタリー・コーグリン（Natalie Coughlin、1982年8月23日 - ）は、アメリカ合衆国の競泳選手。

## 概略
女子100m背泳ぎで初めて1分の壁を突破し、2004年アテネオリンピックで金メダルを獲得。2008年7月1日北京五輪米国代表選考会にて自ら従来の記録として持つ59秒21を更新する58秒97の世界新記録を樹立、ついに58秒台に突入。この五輪選考会ではまず予選15組でヘーリー・マグレゴリーが59秒15を出し予選16組でコグリンが59秒03を出し、決勝で同じくコグリンが史上初めて58秒台に突入する58秒97を出して優勝した。2日間で世界記録が3回塗り替えられるハイレベルなレースであった。

## 主な戦績
- 2001年 - 福岡世界選手権 : 50m背泳ぎ（3位）、100m背泳ぎ（1位）、4×100mメドレーリレー（1位）
- 2002年 - 横浜パンパシフィック水泳選手権 : 100m自由形（1位）、100m背泳ぎ（1位）、100mバタフライ（1位）、4×100mフリーリレー（2位）4×200mフリーリレー（1位）4×100mメドレーリレー（2位）
- 2003年 - バルセロナ世界選手権 : 4×100mフリーリレー（1位）、4×100mメドレーリレー（2位）
- 2004年 - アテネ五輪 :100m背泳ぎ（1位）、4×200mフリーリレー（1位）、4×100mフリーリレー（2位）、100m自由形（3位）
- 2005年 - モントリオール世界選手権 : 4×200mフリーリレー（1位）、100m自由形（2位）、4×100mメドレーリレー（2位）、100m背泳ぎ（3位）、4×100mフリーリレー（3位）、50mバタフライ（6位）
- 2006年 - ヴィクトリアパンパシフィック水泳選手権 : 50m自由形（2位）、100m自由形（1位）、100m背泳ぎ（2位）、4×100mフリーリレー（1位）、4×200mフリーリレー（1位）、4×100mメドレーリレー（1位）
- 2007年 - メルボルン世界選手権 : 100m背泳ぎ（1位）、4×200mフリーリレー（1位）、4×100mフリーリレー（2位）、4×100mメドレーリレー（2位）、100mバタフライ（3位）、100m自由形（4位）、50m自由形（8位）

## 自己ベスト
| 泳法   | 距離 | 水路   | 記録   | 樹立日        | 大会名                     | 備考 |
| ------ | ---- | ------ | ------ | ------------- | -------------------------- | ---- |
| 自由形 | 100m | 長水路 | 53秒39 | 2008年8月15日 | 第29回オリンピック競技大会 |      |
| 背泳ぎ | 100m | 長水路 | 58秒94 | 2008年8月17日 | 第29回オリンピック競技大会 |      |